# WWE The Music, Vol. 7
WWE The Music, Vol. 7 è un album prodotto dalla WWE nel 2007 contenenti le musiche d'ingresso dei wrestler. Le tracce in totale sono 21.

## Tracce
| Traccia | Titolo                      | Wrestler/PPV          | Durata |
| ------- | --------------------------- | --------------------- | ------ |
| 1       | Light a Fire                | Ashley                | 4:14   |
| 2       | Bringin' Da Hood T U        | Cryme Tyme/JTG        | 3:45   |
| 3       | Don't Waste My Time         | Elijah Burke          | 3:25   |
| 4       | Unglued                     | Snitsky               | 3:10   |
| 5       | Lambeg                      | Finlay                | 3:31   |
| 6       | Reality                     | The Miz               | 3:17   |
| 7       | Teacher                     | Matt Striker          | 3:11   |
| 8       | Muy Loco                    | Super Crazy           | 3:32   |
| 9       | Gorse                       | The Highlanders       | 2:31   |
| 10      | Not Enough for Me           | Michelle McCool/Layla | 3:25   |
| 11      | Just Look At Me             | Rob Conway            | 3:32   |
| 12      | da.ngar                     | The Great Khali       | 2:58   |
| 13      | Gonna Punch Someone Tonight | Jimmy Wang Yang       | 3:46   |
| 14      | All for the Motherland      | Vladimir Kozlov       | 4:00   |
| 15      | The End                     | Armageddon 2007       | 3:51   |
| 16      | I'm All About Cool          | Deuce 'N Domino       | 2:49   |
| 17      | It's Time                   | Gregory Helms         | 2:21   |
| 18      | Unstoppable                 | Bobby Lashley         | 3:47   |
| 19      | Obsession                   | Mickie James          | 3:22   |
| 20      | Smooth                      | Marcus Cor Von        | 3:21   |
| 21      | Damn                        | Ron Simmons           | 3:00   |